# Удмуртский республиканский музей изобразительных искусств
Удму́ртский республика́нский муз́ей изобрази́тельных иску́сств расположен в столице Удмуртской Республики, городе Ижевске, на улице Кирова.

## История
Музей был основан в 1980 году по инициативе художников и городской интеллигенции и открыт 29 октября 1980 года в честь 60-летия УАССР.
Музейный фонд был создан на базе коллекции Республиканского краеведческого музея. Первоначально фонды музея состояли из 565 единиц хранения, 53 из которых поступили из Государственного музейного фонда. В дальнейшем фонды пополнялись из других музеев и фондов. Часть произведений была приобретена в мастерских художников и у коллекционеров, часть — подарена авторами и частными лицами.
По состоянию на 1 января 2012 года в фондах музея насчитывалось 11 345 единиц хранения, выставочная площадь составляла 328 м², площадь фондохранилищ — 725 м².
Музеем руководили: Е. Ф. Шумилов (1980—1982), В. В. Яковлева (1982—1994), Т. В. Глухова (с 1995 года).

## Описание
Основой коллекции музея являются 565 произведений, малых шедевров русского и западноевропейского искусства конца XVIII — начала XX веков, переданных при его организации из Художественного отдела Удмуртского республиканского краеведческого музея. Позднее коллекция пополнялась работами советских и современных удмуртских художников. В настоящее время в фондах хранятся около 14 000 единиц, среди которых экспонаты удмуртской живописи, графики, произведений декоративно-прикладного искусства, скульптуры. Также здесь организуются и временные выставки.

## Здание
Музей расположен в здании, построенном в 1953 году для райкома Коммунистической партии по проекту ижевского архитектора Василия Петровича Орлова. Позднее здесь располагался Дворец пионеров. При размещения музея интерьеры типового здания подверглись перепланировке, само здание украсили фронтоном с двумя музами, держащими в руках картуш с названием музея (скульптор Виталий Александрович Цибульник), а в окна с обеих сторон главного входа вставили витражи.